# Вольные стрелки из Амагера
«Вольные стрелки из Амагера» (фр. Livjægerne på Amager) — балет лёгкого жанра (балет-водевиль) в постановке балетмейстера Августа Бурнонвиля на музыку композитора Вильгельма Кристиана Хольма с использованием музыки Ганса Кристиана Лумбю (финальный галоп) и Эдуарда Дю Пюи. Премьера состоялась 19 февраля 1871 года в Копенгагене на сцене Королевского театра, в исполнении артистов Королевского балета. Роль Эдуарда Дю Пюи исполнил танцовщик Вальдемар Прайс. По мнению самого Бурнонвиля, «нельзя было найти более очаровательного исполнителя для легкомысленного Эдуарда», чем он.
В этот весёлом балете Бурнонвиль вновь обращается к наследию своего отца. Скрипач, певец и композитор Эдуард Дю Пюи (1770—1822) был приятелем Антуана Бурнонвиля. Будучи молодым лейтенантом, в 1790-х годах он прослыл в Копенгагене отъявленным донжуаном. Действие происходит на Амагере, в те времена — маленьком сельском острове к югу от Копенгагена.
Спектакль поставлен вскоре после падения Парижа 28 января 1871 года под натиском немецких войск. Как отмечал исследователь творчества Бурнонвиля Аллан Фридеричиа, этот балет можно назвать идиллией в современном смысле этого слова. Идёт война, а амагерские крестьяне празднуют масленицу на фоне далёкого гула орудийной канонады. Главное действующее лицо — обольститель в военной форме Эдуард Дю Пюи. Среди персонажей также буржуазный граф, почти как в «Женитьбе Фигаро» пленяющийся своей собственной женой, одетой в маскарадное платье.
Для балетов «Вольные стрелки» и «Далеко от Дании» характерен особый национализм. В них нет ни отважных героев, ни героических подвигов, однако именно эти два балета пережили «Вальдемара», «Валькирию» и другие знаменитые героические балеты Бурнонвиля. Именно они стали одним из символов объединения датчан во время немецкой оккупации, пережитой Копенгагеном в 1940—1945 годах.
Балет «Вольные стрелки из Амагера» и поныне входит в репертуар Королевского балета Дании.

## Фильмография
В 1906 году рил из балета «Вольные стрелки из Амагера» в исполнении Эллен Прайс, Вальборг Боршениус и Ганса Бека был заснят на киноплёнку пионером кинематографа Петером Эльфельтом (продолжительность — 2 мин). Начиная с 1902 года он также заснял фрагменты балетов Бурнонвиля «Неаполь», «Сильфида», «Из Сибири в Москву», «Тореадор» и, предположительно, «Бог и баядера». Отреставрированные в 1975—1979 годах, эти съёмки составляют старейший фильм-балет в истории кино.